# Норт Истам (Масачусетс)
Норт Истам (енгл. North Eastham) насељено је место без административног статуса у америчкој савезној држави Масачусетс.

## Демографија
По попису из 2010. године број становника је 1.806, што је 109 (-5,7%) становника мање него 2000. године.
| Група             | 2000.         | 2010.         |
| Белци             | 1.863 (97,3%) | 1.759 (97,4%) |
| Афроамериканци    | 5 (0,3%)      | 5 (0,3%)      |
| Азијати           | 8 (0,4%)      | 5 (0,3%)      |
| Хиспаноамериканци | 16 (0,8%)     | 14 (0,8%)     |
| Укупно            | 1.915         | 1.806         |